# فهرست طایفه‌های لرستان
ایلات و طوایف لرستان.عمدتاً به سه بخش بختیاری و مینجایی و لک تقسیم می‌شودکه گروه اول جز لربزرگ و دو گروه آخر جز لر کوچک اند.ایل‌های لر به‌طور کلی در تمام استان زندگی می‌کنند، ایلات لک در شمال غرب استان، و ایلات بختیاری در شرق و شمال شرق استان پراکنده‌اند.جمعیت استان لرستان را طایفه‌ها و تیره‌هایی از قوم ایرانی لر تشکیل می‌دهند.زبان مردم لرستان لری استطبق آمارگیری‌های میدانی حدود ۹۲٪درصد مردم استان را لرها تشکیل می‌دهند.پراکندگی طوایف لر از جنوب شهرهای بوشهر و شیراز شروع شده و در شمال به همدان و لرستان ایلام ختم می‌شود.هنری فیلد در مجموع ایلات لر پیشکوه (لرستان) را به چند گروه سلسله و دلفان، طرحانی، بالاگریوه، بیرانوند و باجولوند تقسیم کرده است. و هنری راولینسون طوایف لر کوچک را به دو دسته پیشکوه و پشتکوه تقسیم کرده و ایلات پیشکوه را، بالاگریوه، عمله (طرحان) سلسله، دلفان و سه ایل وابسته بیرانوند و باجولوند، هلیلانی نام می‌برد.

## جغرافیا

### شهرستان خرم‌آباد
شهرستان خرم‌آباد ترکیبی از ایلات و طوایف لر است
سگوند
بالاگریوه
دیناروند
چگینی
طوایف چهارلنگ بختیاری
پاپی
کمالوند
حسنوند
بیرانوند
بهاروند
دریکوند
دالوند
قایدرحمت
ایل ساکی
یاراحمدی

### شهرستان بروجرد
گودرزی
روزبهانی

### شهرستان کوهدشت
ایلات و طوایف لر شهرستان کوهدشت به دو دسته لر مینجایی و لکی تقسیم می‌شوند.
ایلات لک شهرستان کوهدشت
ایتوند
اولادقباد
شاهیوند
میربگ
دراویش
کاکاوند
نورعالی
ایلات شمالی (مینجایی) کوهدشت
سوری
امرایی
عبدولی
قرعلیوند
بازوند
رشنو
چارقلا
خوشناموند
طولابی
ضرونی
کوشکی
زیودار

### شهرستان دورود
طوایف شهرستان دورود عمدتاً لرهای لر مینجایی (شمالی) و بختیاری می‌باشند.
چگنی
یاراحمدی
ساکی
حاجیوند
سالاروند
باجلوند
پولادوند
بالاگریوه
لشنی
بیرانوند
سگوند

### شهرستان سلسله
یوسفوند
حسنوند
کولیوند
ترکاشوند

## پراکندگی
قوم لر دارای تقسیم‌بندی‌های زیادی است که در مهم‌ترین و کلی‌ترین تقسیم‌بندی به دو شاخه لر بزرگ و لر کوچک تقسیم می‌شود. در برخی منابع مانند دانشنامه ایرانیکا، لک‌ها و لرها در یک دسته‌بندی قرار گرفته‌اند.
مردم لر دارای پراکندگی در مناطق غرب و جنوب غربی ایران هستند. مناطق زیر طبق دانشنامه ایرانیکا مناطقی است که عشایر لر در آن ییلاق و قشلاق کرده یا یکجانشین شده‌اند.
| دسته              | محل سکونت |
| لرهای ممسنی       | در استان فارس: شهرستان‌های ممسنی، رستم، بیضا، کازرون، کوه چنار، بخش ارژن (شیراز)، سپیدان |
| لرهای حیات داوودی | در شهرستان‌های گناوه، دهستان انگالی (بوشهر) شهرستان دیلم، شهرستان دشتستان، شهرستان هندیجان، ماهشهر |
| لرهای بهمئی       | استان کهگیلویه و بویراحمد: تمام استان استان خوزستان:آغاجاری، رامهرمز، هندیجان، ماهشهر، امیدیه، بهبهان، رامهرمز، صیدون، جایزان هفتکل، اهواز اصفهان:شهرستان سمیرم استان بوشهر: بندر گناوه، بندر دیلم بهمنی بوشهر، دشتستان جم، کنگان، عسلویه استان فارس: شیراز، ممسنی، پاسارگاد، سپیدان، کامفیروز، رستم                                                              |
| لرهای بختیاری     | استان خوزستان: اندیکا، لالی، مسجدسلیمان، شوشتر، ایذه و دزفول. گتوند، دزپارت، آبادان، اهواز، ماهشهر، هندیجان، هفتگل، شوش، اندیمشک. استان چهارمحال و بختیاری:تمام استان بجز شهرستان سامان، استان لرستان: شهرستان‌های الیگودرز دورود وازنا. استان اصفهان: شهرستان فریدنفریدونشهر شهر گلپایگان شهر خوانسار شهر مبارکه شهر سمیرم، فولادشهر، شاهین شهر                   |
| لرهای شمالی       | استان لرستان، تمام استان به جز ازنا و الیگودرز. استان همدان:شهرستان‌های تویسرکان، نهاوند، ملایربخشی از اسدآباد استان مرکزی:شهرستان‌های خنداب و شازند، محلات، استان ایلام:شهرستان‌های دره شهر، دهلران، آبدانان، بدره، شهرمهران استان خوزستان:شهرستان‌های، شوش اندیمشک دزفول و اهواز استان کرمانشاه:شهرستان کنگاور استان گیلان:لوشان استان تهران:مناطق زندگی ایل هداوند |
| لرهای شول         | استان فارس؛ شهرستان سپیدان، ممسنی، بیضا، شیراز، اقلید، آباده |
| لرهای لیراوی      | استان فارس:شهرستان کازرون فراشبند و ممسنی استان خوزستان:شوشتر، ماهشهر استان بوشهر:شهرستان‌های، بندردیلم، بندرگناوه، دهستان انگالی، دشتستان |

#### لرستان تاریخی
لُرستان (به لری: لورسو) به معنی سکونتگاه مردم لر واژه‌ای است که به سرزمین‌های لرنشین اطلاق می‌گردد و به معنای گستره جغرافیایی است که مردم لر در آن سکونت دارند. حدود لرستان از برخی مناطق دشت‌های شرقی عراق آغاز و تا غرب و جنوب غرب ایران گسترده است. حدود سرزمین لرستان در طول دوران دچار دگرگونی شده است. گستره نام لرستان پیش از حکومت صفویان، سکونتگاه لرهای بختیاری، لرهای کهگیلویه، لرهای بهمئی و لرهای بویراحمدی را هم شامل می‌شد. اما پس از حکومت صفویان سکونتگاه هر ایل را با نام همان ایل نام گذاری کردند و جغرافیای نام لرستان به حدود استان لرستان و ایلام کنونی محدود شد. این منطقه نیز در حکومت قاجاریان به دو بخش پشتکوه و پیشکوه تقسیم شد. امروزه لرستان نام یکی از استان‌های غربی ایران است.

## ایلات مینجایی
در اواخر قرن ششم خورشیدی لرستان به دو قسمت لربزرگ و لرکوچک تقسیم شد. با توجه به نوع لهجه، لرها به دو گروه خاوری و باختری تقسیم می‌شوند که مرز طبیعی بین آنها رود دز یا، به عقیدهٔ لرها، رودخانهٔ سزار است. گروه باختری که در منطقهٔ وسیعی بین رود دز در شرق و مرزهای عراق در غرب به سر می‌برند، شامل لکها، لرهای لرستان، نهاوند، سیلاخور، بروجرد، تویسرکان، ملایر، ایلام و شمال خوزستان است.
- زند

ایل زند، از شاخه‌های لرهای شمالی به‌شمار می‌آمدند که در میانه زاگرس و دشت‌های همدان به روش دامداری می‌زیستند.در اکثریت منابع از زند به عنوان ایلی لر نام برده شدهدهخدا زند را ایلی لر معرفی می‌کندهمچنین در کتب درسی جمهوری اسلامی ایران هم به لر بودن زندها اشاره شده است. البته برخی به اشتباه این طایفه را کرد معرفی‌کرده‌اند. خوانین زند که سلسلهٔ زندیه را تشکیل دادند، خود را لر معرفی می‌کردند.علیمراد خان زند ششمین حاکم زند، جد خود ایناق خان زند را لر می‌داند و در ادامه خود را لر توصیف می‌کند.
بیرانوند
ایل بیرانوند یکی از ایلات لر و از طوایف پیشکوه است.سکندر امان الهی بهاروند بیرانوندهارا لک می‌داند تمرکز سکونت بیرانوندها در غرب و جنوب غرب ایران است. ایل به دو دسته آلاهینان و دشانیان تقسیم می‌شود.
هنری راولینسون خاستگاه باجلوندها (سگوندها) و بیرانوندها را موصل عراق می‌داند و معتقد است بیرانوندها و باجلوندها در قرن دوازدهم یعنی در اواخر صفویه یا در زمان افشاریه از نواحی موصل به لرستان آمدند.درستی این روایت معلوم نیست زیرا تیمور تیمور گورکانی که در لشکرکشی‌های خود به لرستان با طایفه بیرانوند برخورد می‌کند و آن هارا از شمار طوایف لر پیشکوه به حساب می‌آورد.
باجولوند
باجُولْوَنْد (باجَلان)، بزرگ ایل یا اتحادیه ای از پنج طایفه لُرِ ،یاراحمد، آروان، دالوند، قایدرحمت و سگوند که عمدتاً در بخش زاغه‌شهرستان خرم‌آباد و بخشی نیز در قسمتی از سیلاخورِ عُلیا در نزدیکی شهر بروجرد و ناحیه میانْآبِ دزفول و اطراف شوش ساکن شده‌اند و گروهی نیز چادرنشین مانده‌اند.
ایل بالاگریوه
بالاگریوه یکی از ایلات لر لرستان محسوب می‌شود. این ایل متشکل از طوایف و ایلاتی همچون دیرکوند، بهاروند، میر، قلاوند، جودکی، رشنو و چند طایفه دیگر است. بالاگریوه نزد مردم لرستان دو معنی متفاوت می‌دهد، معنای اول همان معنای جغرافیای است. معنای دیگر بالاگریوه مردمانی لر زبان هستند که به گویشی خاص از زبان لری سخن می‌گویند، این گویش لری بالاگریوه‌ای نام دارد.
ایل طرحان
طرحان اتحادیه از چندین طایفه لر در لرستان است. طرحان شامل دوازده شعبه بترتیب ذیل است: سوری، امرائی، گراوند، دماوند، کوشکی، آدینه وند، ازدج، رومیانی، چاواری، بوالی، آزادبخت، کرمان. محل سکونت آنان، جنوب غربی خرم‌آباد، جنوب دلفان، بین رود کشکان و صیمره، خاوه، طرهان می‌باشد.
ایل عمله
عمله یکی از ایلات لر ساکن لرستان ایلام و خوزستان است. شامل طوایف کوشکی، زیودار امرائی میرآخور قاطرچی غلام معتمد رک رک زوله است.
ایل چِگِنی
چگنی یا چگینی یکی از ایلات لر ساکن در لرستان است. برخی آن را کردتبار و برخی لرتبار معرفی کرده‌اند.
شاخه‌ای از این ایل ساکن استان قزوین و شهرستان رودبار (استان گیلان) و شاخه‌ای دیگر کرکوک و سلیمانیه عراق سکونت دارند. عده‌ای نیز ساکن استان فارس، استان بوشهر، استان هرمزگان و استان خوزستان در جنوب ایران هستند.
ایل ترکاشوند
ترکاشوند نام یکی از ایلات لُر ساکن در لرستان، همدان، کرمانشاه و نواحی اطراف است. دانشنامه ایرانیکا ترکاشوندها را با اصالتی لُرتبار معرفی می‌کند.

## ایلات لک
دانشنامه ایرانیکا در توصیف طوایف لک ساکن در لرستان ایل‌های سلسله، دلفان، بیرانوند و طایفه ایل طرهان را لک زبان معرفی می‌کند.ایرانیکا در مقاله دیگر لک‌ها را جز لرهای شمالی شمرده است.لک‌های پیشکوه (لرستان) قویا خود را لر می‌دانند.در اواخر قرن ششم خورشیدی لرستان به دو قسمت لربزرگ و لرکوچک تقسیم شد. با توجه به نوع لهجه، لرها به دو گروه خاوری و باختری تقسیم می‌شوند که مرز طبیعی بین آنها رود دز یا، به عقیدهٔ لرها، رودخانهٔ سزار است. گروه باختری که در منطقهٔ وسیعی بین رود دز در شرق و مرزهای عراق در غرب به سر می‌برند، شامل لکها، لرهای لرستان، نهاوند، سیلاخور، بروجرد، تویسرکان، ملایر، ایلام و شمال خوزستان است.برخی از منابع لرهای پشتکوه(ایلام)را فیلی و لرهای پیشکوه(لرستان)را لک و لر دانستنه اند.
سلسله
ایل سلسله یکی از ایل‌های پیشکوه و از طوایف لک ایران ساکن شمال استان لرستان است. سلسله از اتحاد سه طایفه حسنوند، کولیوند و یوسفوند تشکیل شده است.
دلفان
ایل دلفان یکی از ایلات لک ساکن در لرستان، ایلام و کرمانشاه است. ایل از نه طایفه تشکیل شده که عبارتند از میروک، ایوتوند، اولادقباد، نورعلی، کاکاوند، سنجابی، فلک‌الدین، چواری و کرمعلی.

## بختیاری‌ها
بختیاری‌ها گروهی از مردم لر که در استان چهارمحال و بختیاری، خوزستان، لرستان و اصفهان زندگی می‌کنند. بختیاری در یک دسته‌بندی کلی به دو دسته هفت لنگ و چهارلنگ تقسیم می‌شوند که هر کدام از اتحاد چند طایفه تشکیل شده است. بختیاری‌های لرستان عمدتاً از طوایف چهارلنگ می‌باشند، لری بختیاری یکی از گویش‌های لری است مناطق شرق استان از جمله مناطق الیگودرز و ازنا و بخش‌هایی از مناطق دورود به این گویش سخن می‌گویند.
چهار لنگ
چهارلنگ از اتحاد پنج طایفه محمود صالح، ممی وند، کیان ارثی، زلکی و موگویی تشکیل شده است.
ایل میوند:یکی از ۵ باب چهار لنگ بختیاری است که در استان لرستان زندگی می‌کنند. ایل بزرگ میوند به پنج طایفه بزرگ تقسیم می‌شود:
ایل زلقی (زلکی):ایل زلقی یکی دیگر از ایلات بختیاری است که عمده جمعیت آن در استان لرستان زندگی می‌کنند. این ایل به ۴ طایفه و ۴۸تیره تقسیم می‌شود
ایل موگوئی:ایل زلقی یکی دیگر از ایلات بختیاری است که در استان لرستان زندگی می‌کند.
طایفه آسترکی:طایفه آسترکی طایفه ای از باب دورکی هفت لنگ است که با طایفه سرلک هم پیمان است. که در لرستان به ویژه شهرستان الیگودرز و روستای اطراف آن زندگی می‌کنند. علاوه بر این طایفه آسترکی در چند روستا حد فاصل الیگودرز تا خمین، چند روستا در منطقه جاپلق ازنا، و تعدادی از آنها در دشت سیلاخور دورود به سر می‌برند. تعداد کمی از آسترکی‌ها در شهرستان فریدونشهر اصفهان و استان چهارمحال و بختیاری وجود دارند. گرمسیرات طایفه آسترکی شهرهای لالی، مسجد سلیمان و گتوند است.

## سادات
سادات ساکن مناطق لرنشین از نظر آداب و رسوم تفاوتی با لرها ندارند بلکه عمده‌ترین وجه تمایز آنها تبار آنها است. سادات ساکن در مناطق لرنشین معمولاً فاقد عمامه‌اند و زنان آنان همانند زنان لر لباس می‌پوشند. سادات لرستان از چند تیره به شرح زیر تشکیل شده‌اند:
| - نام - شاهنشاهی‌وند - طاهروند - قاسم‌وند - خلفوند - ندروند - شهرخوند - مرتضی‌وند - جزایری - طباطبایی - حیات‌الغیب - چم‌داوید | - مکان سکونت - خرم‌آباد، حومه خرم‌آباد - خرم‌آباد، تجره، چنگایی - خرم‌آباد - خرم‌آباد، سیلاخور - خرم‌آباد - خرم‌آباد، در بین طوایف جودکی ومیر - دزفول و تعدادی در بین طایفه قلاوند - خرم‌آباد - بروجرد - چگنی - چگنی |